# Muslyumovsky (distrito)
Muslyumovsky é um distrito do Tartaristão, uma das repúblicas da Rússia.